# Treron axillaris
Il piccione verde delle Filippine (Treron axillaris Bonaparte, 1855) è un uccello della famiglia dei Columbidi diffuso nelle Filippine.

## Tassonomia
Comprende le seguenti sottospecie:
- T. a. amadoni Parkes, 1965 - Luzon settentrionale;
- T. a. axillaris (Bonaparte, 1855) - Luzon meridionale, Polillo, Catanduanes, Mindoro, Lubang, Alabat;
- T. a. canescens Parkes, 1965 - Visayas occidentali ed orientali, Mindanao, Basilan (Filippine orientali);
- T. a. everetti (Rothschild, 1894) - arcipelago di Sulu.